# Shila Behjat

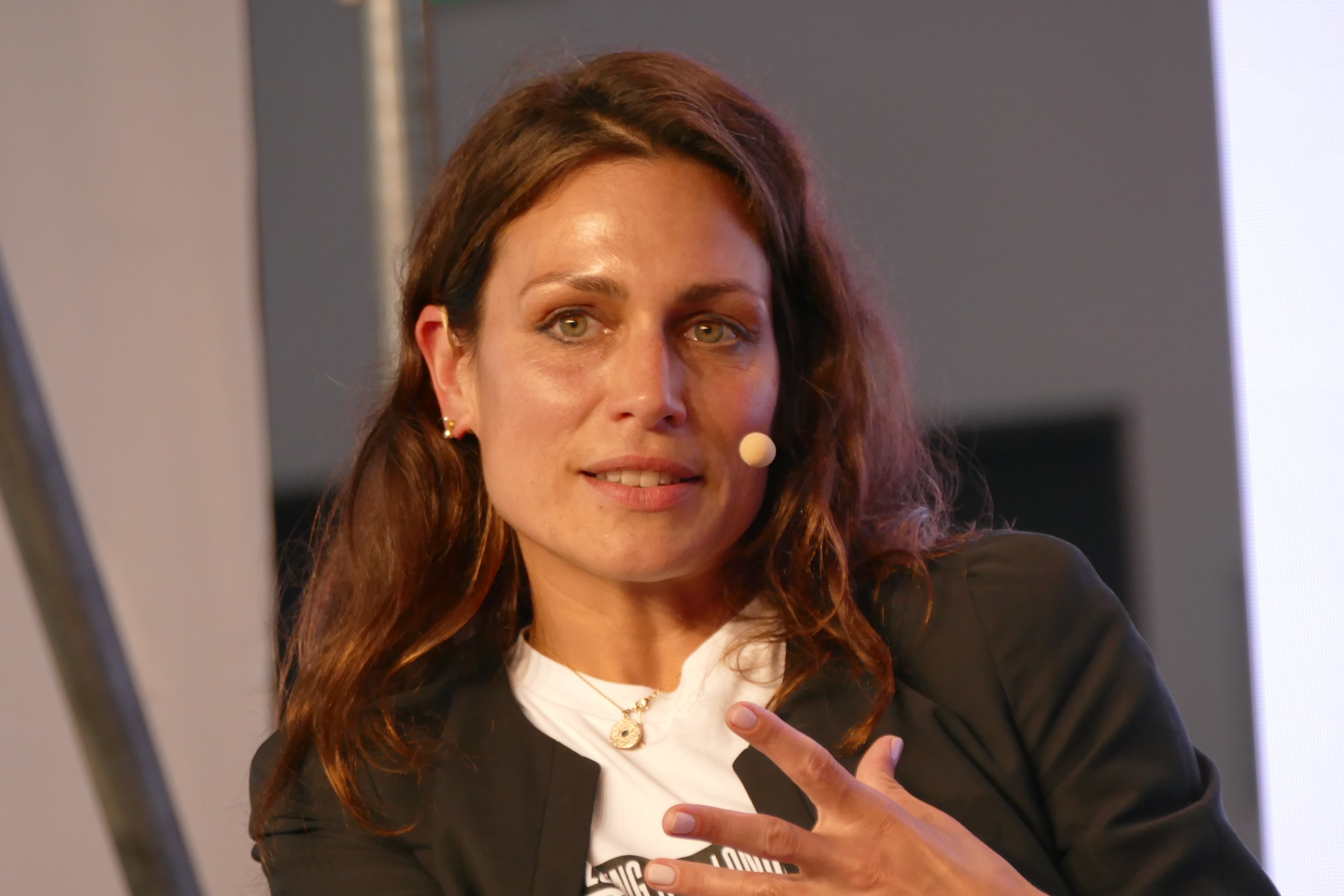
Shila Behjat auf der Re:publica 2024

Shila Rebecca Behjat (* 25. Mai 1982 in Karlsruhe), auch Shila Meyer-Behjat, ist eine deutsche Journalistin und Publizistin.

## Leben
Shila Behjat wuchs im Allgäu auf. Ihr Vater ist ein aus Iran stammender Angehöriger der Bahai. Nach einem Jura-Studium in Hamburg und Paris war sie Großbritannien-Korrespondentin für Axel Springer und berichtete 2010 für das Frauenportal goFeminin von der UN-Frauenrechtskommission. Bis 2019 war sie Chefredakteurin des Arte Magazins. Seit 2021 fungiert Behjat nach eigener Angabe bei Arte als Commissioning Editor (Kulturredakteurin).

## Wirken
Sie ist Autorin des Beitrags Eine Qual hinter dem Vorhang über die persische Frauenrechtlerin und Dichterin Tahirih im Kursbuch Frauen II und veröffentlicht regelmäßig über Feminismus, Frauenrechte und Gleichstellung.
Im Buch Söhne großziehen als Feministin (2024) beschreibt Behjat den Spagat einer feministischen Mutter zwischen der Sorge, ihre Söhne könnten in eine von Geschlechterungerechtigkeit geprägte Welt hineinwachsen, und dem Wunsch, sie nicht aufgrund ihres Geschlechts vorzuverurteilen. Sie thematisiert dabei die Notwendigkeit der Hinterfragung traditioneller Geschlechterrollen und das Anstreben einer Erziehung, zur Förderung eines gleichberechtigteren und mitfühlenderen Miteinanders, das auf Liebe und Verständnis basiert.
Sie ist gemeinsam mit Antonia Schulemann Gründerin des Berliner Verlags Beshu Books, der seine Bücher sowohl über ein eigenes Ladengeschäft als auch über den Buchhandel vertreibt. Nach eigenen Angaben wollen die Gründerinnen das „Buch ins 21. Jahrhundert bringen“. Der Verlag hat das Ziel der Verschmelzung von Beratung, Verlag und Buchladen zu einer Einheit, um ein authentisches Leseerlebnis und relevante Veröffentlichungen zu bieten. Die Autoren werden dabei prozentual zweistellig am Gewinn der verkauften Bücher beteiligt, wobei Transparenz über Verkaufszahlen und Kosten Priorität hat. Dieser Ansatz zielt auf die Förderung von Talenten und die Einbeziehung vielfältiger Stimmen, unterstützt durch Finanzierung aus Buchverkäufen sowie Sponsoring von Unternehmen, die sich mit den Buchthemen identifizieren können.

## Publikationen
- Eine Qual hinter dem Vorhang: Das starke Leben der persischen Feministin Tahiri. In: Peter Felixberger, Armin Nassehi (Hrsg.): Kursbuch. Jahrgang 53, 2017, Nr. 192 ( Frauen II.), ISBN 978-3-96196-000-2, S. 125–136.
- Söhne großziehen als Feministin. Ein Streitgespräch mit mir selbst. Carl Hanser Verlag, München 2024, ISBN 978-3-446-27808-0.